# Ferodo
Pour les articles homonymes, voir Valeo dont l'ancien nom était la Société anonyme française du Ferodo.
Ferodo est un équipementier automobile britannique dont le siège se situe à Chapel-en-le-Frith, dans le district non métropolitain de High Peak (Derbyshire). Le groupe est spécialisé dans la fabrication des produits de freinage, que ce soit pour le grand public ou pour la compétition.

## Histoire
En 1897, Ferodo commence à fabriquer des freins pour les charrettes. 
En 1902, Ferodo présente la première garniture de frein : une étape innovante et révolutionnaire dans le monde du freinage.
En 1922, Ferodo devient la première société à fournir des garnitures d'origine pour des voitures de série en équipant l'Austin 7.
Ferodo est la première entreprise à ne plus utiliser l'amiante dans les garnitures de frein dès 1980.
Après Mai 68, de jeunes journalistes du mensuel J'accuse viennent en reportage en décembre 1970, dans le sillage du Tribunal populaire de Lens et de la vague de séquestrations de cadres qui a suivi, dans des entreprises où les ouvriers sont exposés à un travail dangereux. Le 17 décembre 1970, à l'usine Ferodo de Condé-sur-Noireau, dans le Calvados, exposée aux maladies professionnelles, de jeunes ouvriers protestant contre le licenciement d'un ancien séquestrent le chef d'atelier, puis trois cadres, qui sont libérés grâce aux syndicalistes. La polémique devient nationale. La CGT intervient pour se dire « opposée à certaine campagne visant à identifier les techniciens, cadres et ingénieurs au patronat », par la voix de son secrétaire général Georges Séguy lors d'une conférence de presse à Brive[source insuffisante], même si dans un article du 28 décembre, Le Nouvel Observateur dénonce « une conception militariste de la hiérarchie » qui « fonctionne comme à l'armée », selon le responsable de l'Union départementale CFDT.
Depuis 1998, l'entreprise est la propriété du groupe Federal-Mogul.